# Congochromis pugnatus
Congochromis pugnatus es una especie de peces de la familia Cichlidae en el orden de los Perciformes.

## Morfología
- Los machos pueden llegar alcanzar los 5,2 cm de longitud total.
- Número de  vértebras: 26-27.[2]

## Hábitat
Vive en zonas de clima tropical

## Distribución geográfica
Se encuentra en el curso superior del río Congo a la República Democrática del Congo.